# Golden Winter – Wir suchen ein Zuhause
Golden Winter – Wir suchen ein Zuhause (Originaltitel: Golden Winter) ist ein US-amerikanischer Weihnachtsfilm aus dem Jahr 2012 von Sam Mendoti, der unter seinem bürgerlichen Namen auch für das Drehbuch verantwortlich war.

## Handlung
Der Teenager Oliver Richmond wächst behütet bei seinen Eltern Jessica und Jeff Richmond auf. Dennoch droht er auf die schiefe Bahn zu geraten, als er gemeinsam mit Freunden in ein Haus einbricht. Anders als erhofft, finden sie dort keine wertvollen Gegenstände. Als sie das Gebäude verlassen wollen entdecken sie eine tote Hündin. Um sie herum befinden sich fünf Welpen. Oliver beschließt, alle Welpen mit sich zu nehmen und sie groß zu ziehen. Seine Freunde wollten die Welpen lieber verkaufen. Seine Eltern sind weniger von dem Gedanken erfreut, kosten die Welpen neben Nerven auch Geld.
Nach Gesprächen mit ihrem Sohn, schaffen sie es, ihn dazu zu bewegen, Adoptivfamilien für die Hunde zu suchen. Generell tun ihm die Welpen gut, da sie verhindern, dass er weiter in die Kriminalität rutscht. Tatsächlich schaffen sie es gemeinsam, einen Banküberfall zu verhindern.

## Rezeption
„Hanebüchene Weihnachtsgeschichte, die krampfhaft versucht, um ihre knuffige Hauptattraktion eine Pseudohandlung zu konstruieren.“

Die Filmreview auf Common Sense Media ist hin- und hergerissen. Auf der einen Seite wird der Film als ein guter Kinderfilm empfunden, auf der anderen Seite ist man der Meinung, dass die gezeigte Jugendkriminalität Kinder negativ aufstoßen könnte. Final wird geschrieben, dass die „Botschaft des Films ist letztlich positiv und bezieht sich auf die Einheit der Familie, kann aber für sehr kleine Kinder verstörend sein oder eine Diskussion erfordern.“
Im Audience Score, der Zuschauerwertung auf Rotten Tomatoes, hat der Film bei weniger als 50 Abstimmungen eine Wertung von 32 %. In der Internet Movie Database hat der Film bei knapp über 400 Stimmabgaben eine Wertung von 3,9 von 10,0 möglichen Sternen (Stand: Juli 2024).